# World Standards Cooperation
Die World Standards Cooperation (WSC) ist die Arbeitsgemeinschaft dreier weltweit tätiger Organisationen der Normung. Die IEC, die ISO und die ITU schufen die WSC im Jahr 2001 zur Stärkung und Förderung des freiwilligen, auf Konsens gründenden Systems der Standardisierung.
Von der WSC wurde die gemeinsame Vorkehrung erarbeitet, zur frühzeitigen Erkennung von Patenten auf der ersten Seite aller Entwürfe von Standards aufzurufen, betroffene Patente mitzuteilen. Lizenzen verweigern zu können oder nur zu überhöhtem Preis auszustellen, steht im Gegensatz zu den Zielen der Standardisierung.
Den Vorsitz und das Sekretariat der WSC übernimmt dem Rotationsprinzip folgend jährlich eine andere Mitgliedsorganisation. Zu den Aktivitäten zählt das Veranstalten von Workshops.
Die WSC ruft jährlich den 14. Oktober zum World Standards Day aus, um die Mitwirkenden an den freiwilligen technischen Vereinbarungen zu würdigen, die als internationale Standards veröffentlicht werden.
Bevor es die WSC gab, war der World Standards Day eine Initiative der IEC und der ISO. Seit es die Kooperation mit der ITU gibt, sind durch sie die Vereinten Nationen beteiligt. Die IEC und die ISO sind private Organisationen.